# Ян Пен
Ян Пен е китайски баскетболист. Той е роден 6 януари 1996 г. в Шанхай, Китай. Той се състезава на летните олимпийски игри през 2020 г. Отборът му зае 8-мо място.